# Istres sports rugby
Maillots
Le Istres sports rugby est un club français de rugby à XV basé à Istres, fondé en 1969 et disparu en 2002.

## Historique
Fondée en 1969, la section rugby à XV est l'une des premières composant le club omnisports Istres sports,.
Le club monte en première division groupe B à l'issue de la saison 1985-1986.
Le Championnat 1988 à 80 clubs est organisé en seize poules de cinq. Les deux premiers de chaque poule (soit 32 clubs) forment alors le groupe A et se disputent le Bouclier de Brennus. Les autres forment alors le groupe B et après une première phase de brassage, Istres, 4e de son groupe derrière Montferrand, Auch et Bergerac doit se contenter du groupe B.
La formule est la même en 1989 et Istres termine cette fois-ci 3e de sa poule de brassage derrière le Stade toulousain et Villefranche de Lauragais et échoue aux portes de l'élite.
Le réception du Stade toulousain à Istres est le grand événement de la saison et Istres frôle l'exploit, battu seulement 23-18.
Toujours en groupe B, Istres progresse dans la hiérarchie et finit deuxième de sa poule en 1990  et premier en 1991.
En 1992, après avoir terminé deuxième de sa poule, il perd en barrage de montée contre l'US Cognac de Gérald Merceron.
Le club reste en groupe B jusqu'en 1995.
Cette année là, Istres perd le match de la montée en groupe A2 devant La Rochelle mais est repêché au détriment de Blagnac, sanctionné par la FFR.
Istres évolue en première division groupe A2 en 1996, 1997, 2000 et 2001.
Cette dernière année, Istres termine 10e sur 12 et se maintient sportivement mais n'est toutefois pas qualifié pour le nouveau championnat de Pro D2 à 16 clubs, la LNR préférant retenir le dossier du Racing CF, dernier du championnat.
Le club est dissout en 2002.

## Palmarès

### Compétitions nationales
- Championnat de France de première division groupe B :
  - Demi-finaliste (1) : 1999

### Compétitions de jeunes
- Coupe Reichel B :
  - Finaliste (1) : 1989

## Personnalités du club

### Joueurs célèbres
- Laurent Leflamand
- Laurent Travini
- Jordan Garnier